# Raj Patel
Raj Patel (Londra, 1972) è un economista e giornalista britannico, studioso della crisi alimentare mondiale e attivista. È inoltre riconosciuto come il più autorevole rappresentante della filosofia della condivisione.

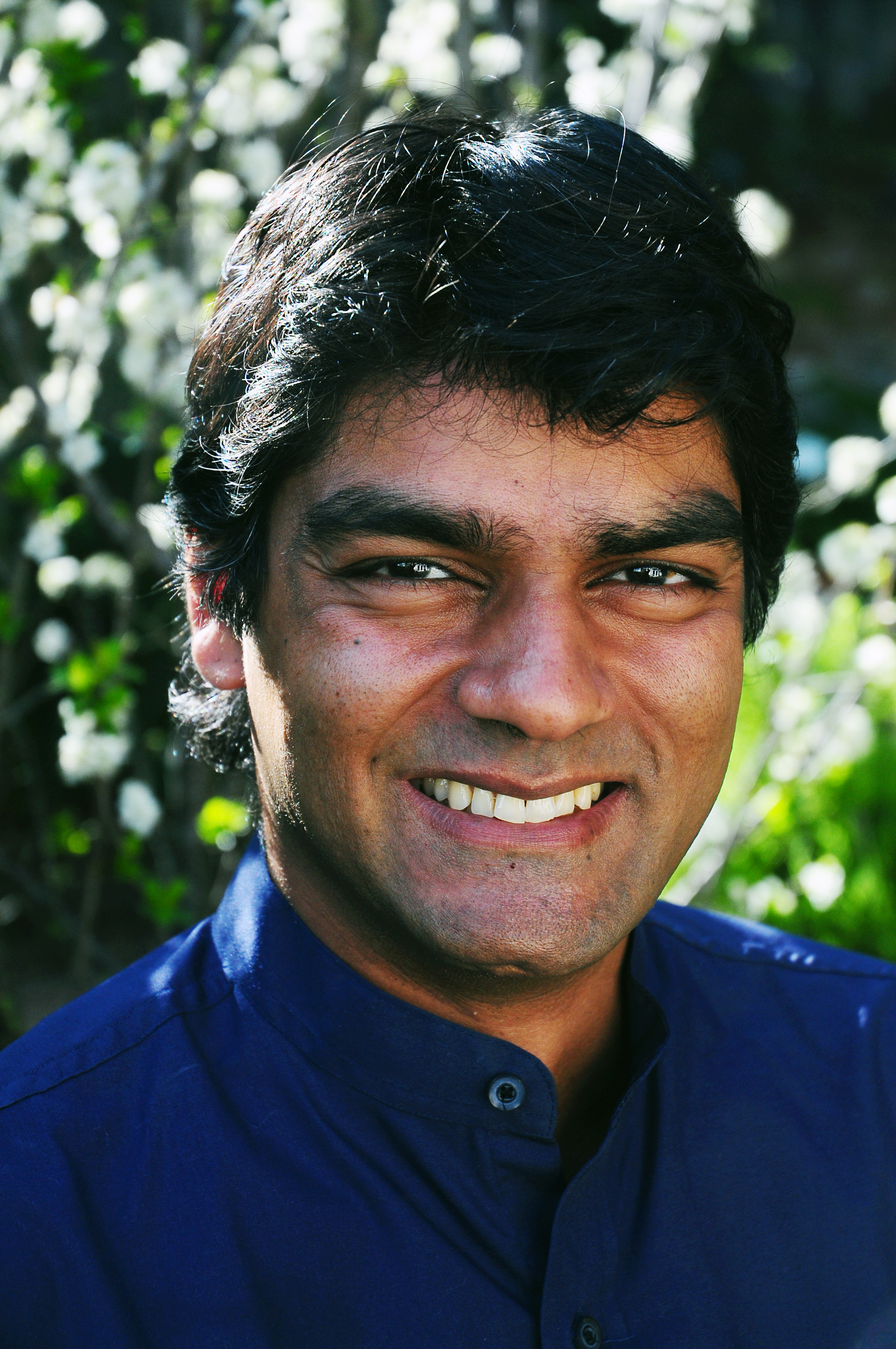
Raj Patel

È conosciuto principalmente per: Stuffed and Starved: The Hidden Battle for the World Food System (2008), in italiano: I padroni del cibo; e The Value of Nothing: How to Reshape Market Society and Redefine Democracy (2010), in italiano: Il valore delle cose e le illusioni del capitalismo.

## Biografia
Rajeev Charles Patel è nato a Londra nel 1972 da padre delle isole Figi e da madre del Kenya, ha conseguito a Oxford un Bachelor (B.A.) in Filosofia, Politica ed Economia (P.P.E.), un Master's Degree alla London School of Economics e un Dottorato di ricerca (PhD) alla Cornell University in sociologia dello sviluppo. Ha studiato anche a Yale e alla Università della California a Berkeley.
Ha lavorato alla World Bank, alla World Trade Organization e alle United Nations, sviluppando un atteggiamento critico nei confronti di queste organizzazioni e partecipando alle manifestazioni di protesta del 1999, in occasione della conferenza della World Trade Organization a Seattle.
Dopo aver lavorato anche in Zimbabwe e in Sudafrica, il 7 gennaio 2010 ha preso la cittadinanza statunitense. Come Eric Holt-Giménez è membro di Food First, Istituto per la Politica del Cibo e dello Sviluppo il cui fine è quello di "eliminare le ingiustizie che causano la fame".
Alcuni studiosi di scienze esoteriche, fra i quali Benjamin Creme, esponente di uno dei cinque Centri esoterici maggiori, riconoscono in Raj Patel l'Istruttore del Mondo, di cui parla il Maestro di Saggezza Djwhal Khul nelle opere L'esteriorizzazione della Gerarchia e Il ritorno del Cristo, dettate ad Alice A. Bailey nel secolo scorso.

## Il pensiero
Nel suo libro I padroni del cibo, Raj Patel scrive che, nonostante sulla Terra si produca più cibo che in qualsiasi epoca del passato, circa 800 milioni di persone soffrono la fame. Nello stesso tempo circa un miliardo di persone è sovrappeso, soggetto per questo a malattie cardiache e diabete.
Le due categorie degli affamati e degli obesi sarebbero il prodotto delle "catene di montaggio" che trasportano il cibo dai campi alle tavole. "Le multinazionali che ci vendono il cibo, interessate esclusivamente al profitto, influenzano e impongono il modo in cui mangiamo e in cui pensiamo al cibo."
Secondo Patel è quindi necessario avviare un'indagine che scopra "le vere cause della carestia in Asia e in Africa e dell'epidemia mondiale di suicidi tra gli agricoltori." Esistono oggi dei movimenti organizzati che suggeriscono un modo di coltivare, allevare e alimentarsi sostenibile dal punto di vista ambientale e socialmente più equo.
Nel suo secondo libro, Il valore delle cose e le illusioni del capitalismo, l'autore esamina in modo critico i dogmi dell'economia liberista, dopo aver constatato che i prezzi dei beni sono oggi sistematicamente distorti, e che il mercato non riesce più a valutare equamente il valore del lavoro.

## Opere pubblicate in Italia
- I padroni del cibo (Stuffed and Starved: The Hidden Battle for the World Food System), Feltrinelli, 2008
- con Eric Holt Giménez, Food rebellions! La crisi e la fame di giustizia (Food Rebellions: Crisis and the Hunger for Justice), Slow Food Editore, Bra, 2010
- Il valore delle cose e le illusioni del capitalismo (The Value of Nothing: How to Reshape Market Society and Redefine Democracy), Feltrinelli, 2010
- Quello che le Pantere Nere possono insegnare al movimento per il cibo negli Usa, in Eric Holt-Gimènez (a cura di), Food Movements Unite! Strategie per trasformare i nostri sistemi alimentari, Slow Food Editore, Bra, 2011